# La Fin du bon vieux temps
Pour plus de détails, voir Fiche technique et Distribution.
La Fin du bon vieux temps (Konec starých časů) est un film tchécoslovaque réalisé par Jiří Menzel, sorti en 1989. 
C'est l'adaptation d'un roman (traduit en français en 1947 par Michel-Léon Hirsch sous le titre La Fin des temps anciens) du même nom de Vladislav Vančura publié en 1934.

## Fiche technique
- Titre original : Konec starých časů
- Titre français : La fin du bon vieux temps
- Réalisation : Jiří Menzel et Jirí Blazek d'après Vladislav Vančura
- Scénario : Jiří Menzel et Jirí Blazek
- Pays d'origine :  Tchécoslovaquie
- Format : Couleurs - 35 mm - Mono
- Genre : comédie
- Durée : 97 minutes
- Date de sortie : 1989

## Distribution
- Josef Abrhám : Duke Alexej
- Marián Labuda : Stoklasa
- Jaromír Hanzlík : Spera
- Rudolf Hrusínský : Jakub Lhota
- Jan Hartl : Pustina
- Jan Hrusínský : Jan Lhota
- Jirí Adamíra : Kotera
- Josef Somr : Charousek
- Chantal Poullain : Suzanne
- Alice Dvoráková : Ellen
- Tereza Chudobová : Kitty
- Jan Novak : Marcel
- Stella Zázvorková : Frantiska
- Frantisek Rehák : Rychtera
- Pavel Zvaric : Vanya